# Thomas Thorpe
Thomas Thorpe (Middlesex, 1569 / 1570 – ...) è stato un editore inglese, figlio di Thomas Thorpe Sr.

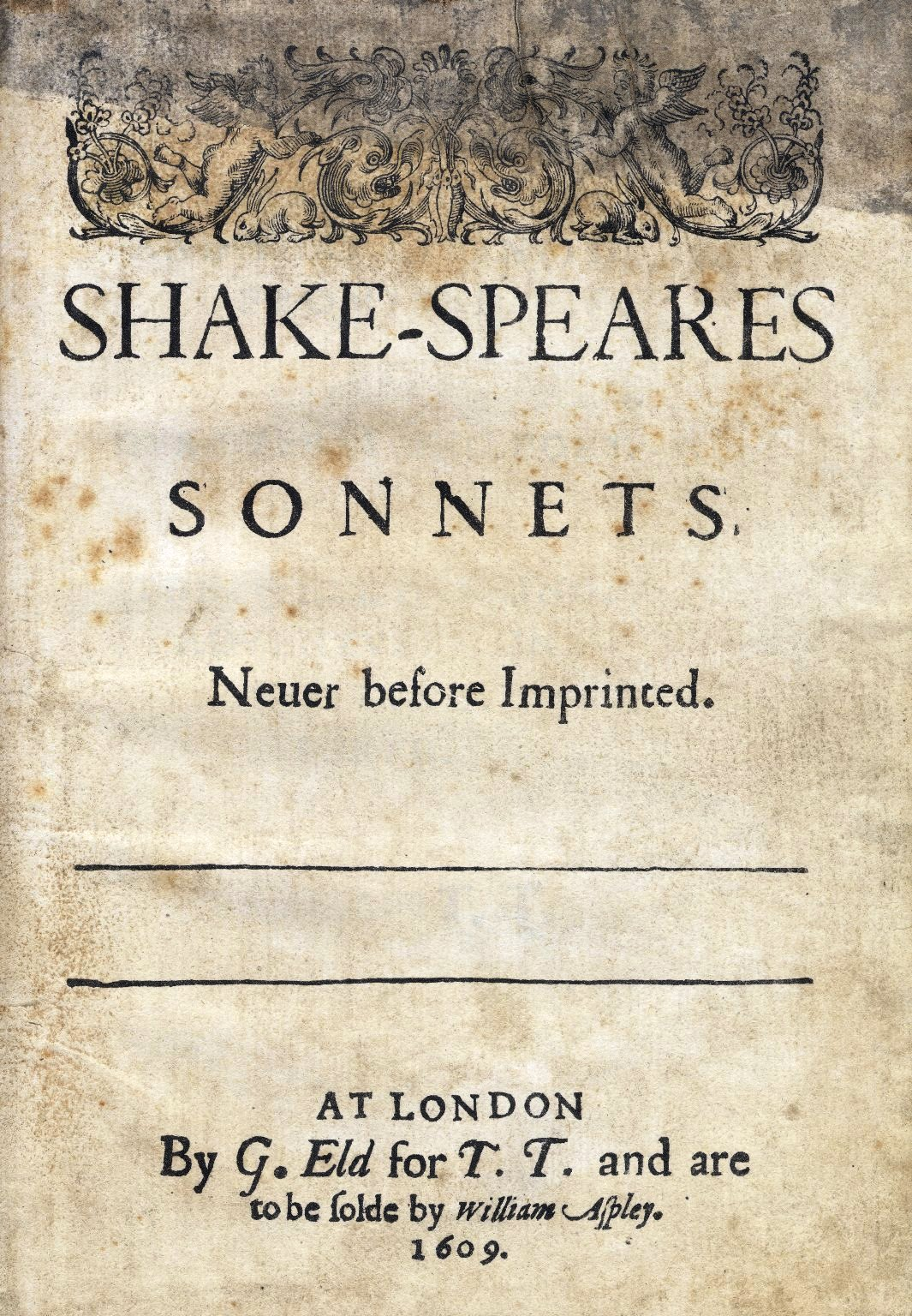
Shakespeare's Sonnets edito da Thomas Thorpe

Thorpe è stato un editore abbastanza famoso e ben considerato dai suoi contemporanei, lodato per la qualità delle proprie edizioni. È noto principalmente per aver pubblicato nel 1609 senza il consenso dell'autore i  Sonetti di  Shakespeare, ma al suo attivo vanta anche le stampe di opere importanti di Ben Jonson e di George Chapman. Probabilmente proprio la pubblicazione dei sonetti di Shakespeare, sottratti piratescamente all'autore, macchiò la sua reputazione di editore.

## Opere pubblicate
- The first book of Lucan - Christopher Marlowe (1600)
- All Fools - George Chapman (1605)
- Sejanus - Ben Jonson (1605)
- The Gentleman Usher - George Chapman (1606)
- Hymenaei - Ben Jonson (1606)
- What You Will - John Marston (1607)
- Volpone - Ben Jonson (1607)
- Masques of Blacknesse and of Beautie - Ben Jonson (1608)
- The Conspiracty and Tragedy of Charles, Duke of Byron - George Chapman (1608)
- Sonnets - William Shakespeare (1609)